# Càndid Candi i Casanovas
Càndid Candi i Casanovas (Castelló d'Empúries, 4 de febrer del 1844 - Barcelona, 15 d'agost del 1911) va ser compositor de música sacra i organista.

## Biografia
A deu anys començà a estudiar música amb Jaume-Joan Lleys i orgue amb mossèn Josep Anglada a qui substituí com a organista de la parròquia amb només treze anys. De molt jove (1859) es traslladà a Barcelona, on Bernat Calbó Puig i el reputat mestre Bonaventura Frígola i Frígola el permeteren d'ampliar els estudis d'harmonia i fer-ne de contrapunt, fuga, composició i instrumentació. Va ser successivament mestre de capella i organista de les esglésies barcelonines de Sants Just i Pastor (1864), del convent de Santa Clara (1872) i de l'església parroquial de Sant Jaume (1887).
El 1879 fou escollit membre de l'Academia Filosófico Científica, on s'encarregà de la secció musical. També va ser soci honorífic de l'Asociación Musical Barcelonesa i de l'Orfeón de Bilbao.
La seva producció musical és gairebé en exclusiva de temàtica religiosa: Misses, motets, salves, però compongué també nombroses peces per a piano i fou autor d'algunes sardanes. Amb el seu amic Mossèn Cinto foren responsables de moltes obres, com el recull Càntics per al poble, que durant mig segle fou cantat en actes religiosos arreu del país. És considerat com un dels autors en la renovació de la música sacra catalana del segle xx.
A banda de la seva tasca compositora, Càndid Candi també ha passat a la història com un dels capdavanters del folklore català. Juntament amb Pelagi Briz, recopilà i instrumentà el recull de 32 cançons tradicionals catalanes recopilades en el volum Cançons de la terra I, premiat a l'Exposició de Viena del 1873. També musicà la poesia de Verdaguer La barretina, que esdevingué l'himne catalanista per excel·lència de l'últim terç del segle xix.
Es conserven obres seves en nombrosos fons musicals de Catalunya, com l'Arxiu del Monestir de Montserrat, el fons de la catedral-basílica del Sant Esperit de Terrassa (TerC) i els fons de les esglésies parroquials de Canet de Mar (CMar), Santa Maria de Mataró (MatC), Sant Esteve d'Olot (SEO) i Castelló d'Empúries (CdE). Així mateix, el seu fons documental privat del 1864 al 1911 es conserva
 a l'Arxiu Històric de la Ciutat de Barcelona.

## Obres
- Maria: romanza sin palabras para violin y piano (1897)

### Obres per a piano
- Concepción: nocturno (ca. 1863)
- Edita: fantasía
- Fantasía para piano sobre el canto popular catalán La filla del martxant (1883)
- Primavera: gavota (1888)
- Los Quince abriles: fantasía-mazurka (ca. 1870)
- Ronda nocturna (ca. 1900)
- Rosa con espinas: capricho (1890)
- Seis danzas americanas (1870)

### Cançons
- Aplech a les Astunes: Jira campestre (1890?), amb lletra de Dolors Monserdà de Macià, per a cor
- Cántich á Ntra. Sra. dels Desamparats de Figueres (1884?), 2 veus, cor i piano
- Cantichs del romeu de Montserrat, transcripció de Càndid Candi
- Cántico de los peregrinos teresianos (1886), lletra de Juan B. Altés, per a 3 veus, cor i piano
- Coblas del Cor de Jesús, lletra de Josep Torras i Bages
- L'Espanya católica al Sagrat Cor de Jesús (1901?), lletra de R. Guilera, per a veu, cor i piano
- La filla del martxant: cansó popular catalana, harmonitzada per a quatre veus
- Himne a la Verge de Montserrat (1900), lletra de Trinitat Aldrich
- Himno a María, lletra de Josep Ignasi Mirabet, per a veu i piano
- Himno nupcial (ca. 1895), lletra de Francisco Luis Obiols, per a cor i violí, violoncel i armònium
- Misa á tres voces y coro en honor de los Sagrados Corazones de Jesús y María (1905)
- Misa "Cantantibus organis" (1906), per a dues veus, cor i orgue
- La pastoreta, cançó popular harmonitzada a 5 veus i cor mixt
- Il pellegrino a Lourdes: cantica a María (1878), amb lletra de Francesc Fors de Casamayor, per a veu i armònium
- Pilar: melodía pera cant y piano, amb lletra de Josep Maria Serra i Marsal
- El Placer fugaz: melopea para piano (ca. 1870), lletra de Joaquim Roca i Cornet
- Regina Coeli á cuatro voces con acompañamiento de órgano, armonium ó piano (1883)
- Rimembranza d'amore. Valz idilio para soprano a grande orquesta, lletra de Francesc Fors de Casamayor
- Salve Regina á tres voces iguales con acompto. de armonium ú organo (1886)
- Sospir d'amor: romança catalana (1888), lletra de Josep d'Argullol, per veu i piano
- Stabat Mater: a tres voces y coro (ad libitum) con acompañamiento de órgano, armonium ó piano (1876)
- ¡Volem...!: cansó pera cant y piano (ca. 1900), lletra de Sebastià Trullol i Plana

Amb lletra de Fèlix Sardà i Salvany: A Nuestro Santísimo Padre el Papa Pio IX, per a cor; España en Lourdes: cántico de los peregrinos españoles (1879), per a cor i piano, Profesión de fé católica (1876?), per a cor

#### Cançons amb lletres de Jacint Verdaguer
- A Betlhem : Venite, adoremus: villancico pastoril (ca. 1892), per a tres veus i piano
- A la Assumpció de la Verge: cántich de las Fillas de Maria en la erecció del cuart Misteri de Glória en lo Rosari monumental de Montserrat (1900)
- A la Verge de la Gleva (1885), per a tres veus i cor
- ¡A Montserrat! Himne del milenar a veus soles (1880)
- La barretina: cansó del ultim barretinayre de Fransa (1880). Els Cors de Clavé l'incorporaren en els seus repertoris i assolí una gran popularitat
- Caramellas: chor á veus solas (1885)
- Los fills del Canigó: estudiantina (ca. 1887), per a cor o orquestra
- La Gloria (1878), per a veu i cor
- Guerra a la blasfemia: cántich religiós pel poble, à una veu y chor (1885)
- Jesús als homes (1878), per a tres veus i cor
- Jesús als noys (1885), per a veu i cor
- Jo só filla de María (1885), per a veu i cor
- Judici Universal (1878), per a veu i cor
- Lo noy de la mare: cansó del bressol per cantar a una veu al naixement del bon Jesús (1885)
- La rosa marcida: balada pera cant y piano (ca. 1892)
- Veniu á Maria: cántich de mes de maig pel poble á tres veus (1885)
- La Verge á sas fillas: cántich religiós pel poble á una veu y chor (1882)

### Sardanes
- Les aures de la muntanya (1877), possiblement la sardana més antiga que s'ha "gravat": es va picar en un disc de cartró perforat per a reproduir-la en un orgue de mà.
- La fada del Canigó, tercer premi en el concurs de cobles fet a Barcelona el 1892
- Flors boscanes
- Perfums d'amor
- Records de l'Empordà (1888), sardana composta per a l'Exposició Universal de Barcelona de 1888[4]

### Música Sacra
- Misses:
  - Missa cantantibus organis, 2V, Co, órg (CD);
  - Missa Cantantibus organis, 2V, Co, órg., E:Msa;
  - Misa en honor de los Sagrados Corazones de Jesús y María, 3V, Co (UME);
  - Missa Ite ad Joseph, V, Co, p u órg (UME);
  - Missa Regina Angelorum, T, B, cl, ob, E: Bcm;
  - Missa, 3V, Co, E:SIG.

- Antífones: 
  - Ave Maria, 4V sol, cl, ob, E:Bcm;
  - Inviolata es Maria, 3V, Co (UME);
  - Salve Regina, Ant, 3V (UME);
  - Tota pulchra, 3V (UME).

- Lamentacions:
  - Lamentación 1ª, 2ª y 3ª de Jeremías, Bar (UME)
  - Lamentación del jueves: 1ª, 2ª y 3a, V (PM).

- Motets:
  - Ave verum corpus, Mez o Bar (UME);
  - O salutaris, V (UME);
  - Sacris solemnis, 4V (UME);
  - Venid Jesús, 2T, órg (UME)

- Altres obres religioses en llatí:
  - Cor dulce, Mel, V (UME);
  - De profundis, Ps, 5V, Co, ar, cb (UME)
  - Ecce panis angelorum, T. órg o ar o p (UME);
  - Gloria in excelsis Deo, Co, órg (UME);
  - Gloria Patria, doxología, VV (UME);
  - Inviolata es Maria, Co, órg o ar o p (UME);
  - O salutaris, V, ar o órg (UME);
  - Popule meus, oficio de Semana Santa, V, cb, fg, órg, E;Bcm; Regina Coeli, Co, órg, ar o p (UME); Stabat Mater, Seq, 3V, Co (UME);
  - Tantum ergo, H, 3V (UME).
- Obres religioses en llengua vulgar:
  - A Belén, Vill, 3V (UME);
  - A Montserrat, H, Co (UME);
  - Acto de contricción de San Francisco Javier, V, órg (UME);
  - Al blasfemar hacen guerra, E:Bp;
  - Al pie del altar, E:Bp;
  - Alabanzas a Jesús Sacramentado, E:Bp;
  - Alabanzas a Jesús Sacramentado, 2V, Co (UME);
  - Amor de mis amores, 3V (Ume)
  - Bendita sea tu pureza, V (PM):
  - Bendita sea tu pureza, V (UME);
  - Cántico a los peregrinos teresianos, 3V, Co, ac órg, ar o p (UME);
  - Cántico a Santa Teresa, E:Bp;
  - Cautiva entre pisiones, Pleg, Ti, órg, E:Bcm;
  - Cinco salutaciones a María, 4 o más V (UME);
  - Coplas al Sagrado Corazón de Jesús, 2V, Co (UME);
  - Cruz sagrada, E:BP;
  - Cor dulce, E:BpM
  - De místicas flores, Letr, 2Ti, Co (Ume);
  - Despedida a la Santísima Virgen, 2V (Ume);
  - Dos salutaciones a María, V, Co Ti (UME);
  - El alma arrepentida a los Sagrados Corazones de Jesús y María, 3V (PM/UME)
  - El pan nuestro, 2V, Co, órg (UME)
  - El santo nombre de María, V, Co (UME);
  - España en Lourdes, Can, V, E:Bp (PM(UME);
  - España penitente, Pleg, 3V (Pm/UME);
  - España penitente al Sagrado Corazón de Jesús, Pleg, Ti, B, órg o ar o p (CD/UME) E: Bcm;
  - Firme la vía, E:Bp;
  - Gozos al patriarca San José, 2V, órg (UME)
  - Himno a María, V, Co, órg, ar o p (UME)
  - Himno nupcial, 2Ti, vn, vc, ar;
  - Jaculatoria al Sagrado Corazón de Jesús, Co, ac órg (UME);
  - Jesús a los pecadores, E:Bp;
  - La virgen a sus hijos, V, E:Bcm;
  - Letrilla a la Virgen, 3V (PM);
  - Letrilla a María, por ti, dulce Virgen, Ti o Co, ac (UME);
  - Letrilla-idilio a María, 3V, órg o p (UME)
  - María al cielo guía, Ti, órg, E:Bcm
  - Meditación a Jesús Sacramentado, 3V, Co (UME);
  - Meditación a Jesús sacramentado, 3V, ac (PM);
  - Oh, dulce María, Mot, 3V, ac órg, arp (UME);
  - Oh, María, madre mía, Letr, 3V (UME);
  - Padre Nuestro y Dios te salve, Ti, B, vn, cb, órg, E:Bcm;
  - Plegaria, E:Bp;
  - Plegaria de las Hijas de Teresa de Jesús, 3V, Co, ac órg, p o ar (Ume)
  - Profesión de fe católica, V o Co, órg o p (UME)
  - Promesas al Sagrat Cor, V, Co (UME);
  - Pujen fills de María, Ti, órg, E:Bcm;
  - Reuna de Lourdes bendita, V, E:Bcm;
  - Reyna del cielo, Ti, órg, E:Bcm;
  - Salutaciones a la Virgen, E:Bp;
  - Si, con hermosas flores, Letra. 3V (UME);
  - Solemne cántico o Gozos a la Virgen del Carmen, 3V, órg, ar o p (UME)
  - Tres Padres Nuestros, Ave María y Gloria, 2V, Co(UME);
  - Trisagio a la Santísima Trinidad, 2V, Co, órg (UME);
  - Veniu a María, Ti, B, Ti sol, órg, E:Bcm;
  - Victorioso goza el cielo, Letra, Ti, órg, E:Bcm.